# Complici del silenzio
Complici del silenzio è un film del 2009 diretto da Stefano Incerti.

## Trama

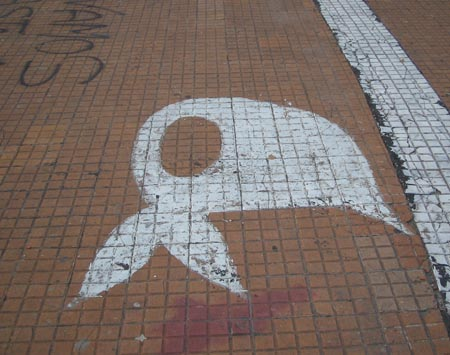
Il fazzoletto bianco, simbolo delle Madri di Plaza de Mayo, dipinto sulla pavimentazione della piazza a Buenos Aires

Argentina, 1978, il giornalista italiano Maurizio Gallo, insieme al collega Ugo Ramponi, giunge a Buenos Aires come inviato per il suo giornale con l'incarico di seguire i campionati del mondo di calcio; appena giunto nella capitale si reca a casa dello zio Maurizio, emigrato molti anni prima nel paese latino americano dove ha messo radici, sposando una donna argentina e facendo una buona carriera nel campo dell'edilizia.
Durante l'incontro con i parenti fa la conoscenza di Pablo Pere, marito della cugina ed importante personaggio in seno all'organizzazione della manifestazione iridata, il quale gli assicura che farà tutto il possibile per aiutarlo e che l'Italia e l'Argentina disputeranno la finale; durante il pranzo Maurizio chiede di fare una telefonata poiché un suo amico argentino che vive in Italia gli ha chiesto il favore di portare del denaro alla moglie che risiede a Buenos Aires, il particolare non sfugge a Pablo che, una volta uscito, chiede al suo autista di informarsi sul numero chiamato dal giornalista.
Maurizio incontra Ana Ramírez, moglie del suo amico, e, oltre ad assolvere il suo compito, ne rimane affascinato e passa la notte con lei, con la richiesta della donna di non rivedersi in seguito, ed il giorno successivo, insieme al giovane cugino Carlos che si è offerto di collaborare con lui come autista, assiste al pestaggio di un ragazzo ad opera dei militari che presidiano, ufficialmente per garantire la sicurezza della manifestazione, ogni zona della città e Carlos scatta delle foto che testimoniano l'accaduto: è solo l'inizio della presa di coscienza del giornalista che si mette alla ricerca di Ana, nel frattempo ricercata anche da polizia e militari, per chiederle di aiutarlo a raccogliere notizie su quanto stia realmente accadendo in Argentina.
La manifestazione intanto ha inizio, con un messaggio inaugurale di pace da parte del presidente Jorge Rafael Videla, e l'Italia dopo qualche giorno vince la sua prima partita ma Maurizio chiede al suo collega di scrivere i pezzi sportivi per lui mentre, nonostante gli avvertimenti di Pablo che lo mette al corrente che l'Argentina dovrà vincere il mondiale e che nulla dovrà interferire con questo, prosegue la sua indagine, seguito a sua insaputa dai militari che lo sorvegliano per arrivare alla ragazza ed ai suoi compagni. Il cugino Carlos viene arrestato, insieme ad altri studenti, durante la messa per la morte di un loro professore e di lui si perdono le tracce ed anche Maurizio, che si è recato insieme ad Ana nella sua tenuta al confine con il Paraguay, viene arrestato dai militari che lo ritengono un agitatore, riuscendo però a fare fuggire momentaneamente la ragazza.
Nella caserma dove viene rinchiuso il giornalista scopre una realtà di violenze e di soprusi, che subisce anche in prima persona, e naturalmente di morte. Lo zio, ignorando che il figlio è già stato ucciso, chiede aiuto a Pablo, supplicandolo di ritrovare Carlos ed il nipote Maurizio ma ottiene solo risposte vaghe e, dopo che qualunque ricerca è risultata vana, si reca dall'ambasciatore italiano e con un grido di disperazione chiede di essere ascoltato, rinfacciandogli tanto la politica italiana che lo ha costretto ad emigrare quanto il silenzio sui cittadini che stanno scomparendo ma anche questo tentativo non ha effetto in quanto l'Italia non intende in alcun modo pregiudicare i propri rapporti con l'Argentina.
Maurizio nel frattempo continua la sua detenzione ed è costretto ad assistere allo stupro di Ana nel frattempo catturata; Pablo si reca da lui e gli garantisce che sarà liberato ma, alla richiesta del giornalista, può solo promettere che la ragazza non sarà uccisa prima della fine della manifestazione ma che non risponderà di quanto accadrà in seguito. Il campionato del mondo si chiude con la vittoria dell'Argentina e, mentre la madre di Carlos indossa il fazzoletto bianco, simbolo delle madri di Plaza de Mayo, madri e parenti dei desaparecidos argentini, durante la festa che si sta consumando nelle strade, il padre si lancia con una ruspa contro il cancello della caserma dove sono stati rinchiusi il figlio ed il nipote venendo ucciso dai soldati di guardia.
Maurizio viene scarcerato e portato all'aeroporto insieme ad Ana; tutto fa sembrare che, grazie all'intervento di Pablo, entrambi saranno lasciati partire, ma la giovane riesce a scendere dalla macchina ed a scappare confondendosi tra la folla festante con il chiaro intento di rimanere a combattere per il suo paese. Molti anni dopo Maurizio tornerà in Argentina, non più come inviato sportivo ma come giornalista politico, per seguire i nuovi processi a carico della giunta militare e, una volta giunto a Buenos Aires, troverà una giovane ragazza che tiene in mano un quotidiano con la sua foto e che lui riconosce come sua figlia; l'incontro avviene di fronte al monumento ai circa 30.000 "scomparsi" dove probabilmente è affissa anche l'immagine di Ana.

## Produzione

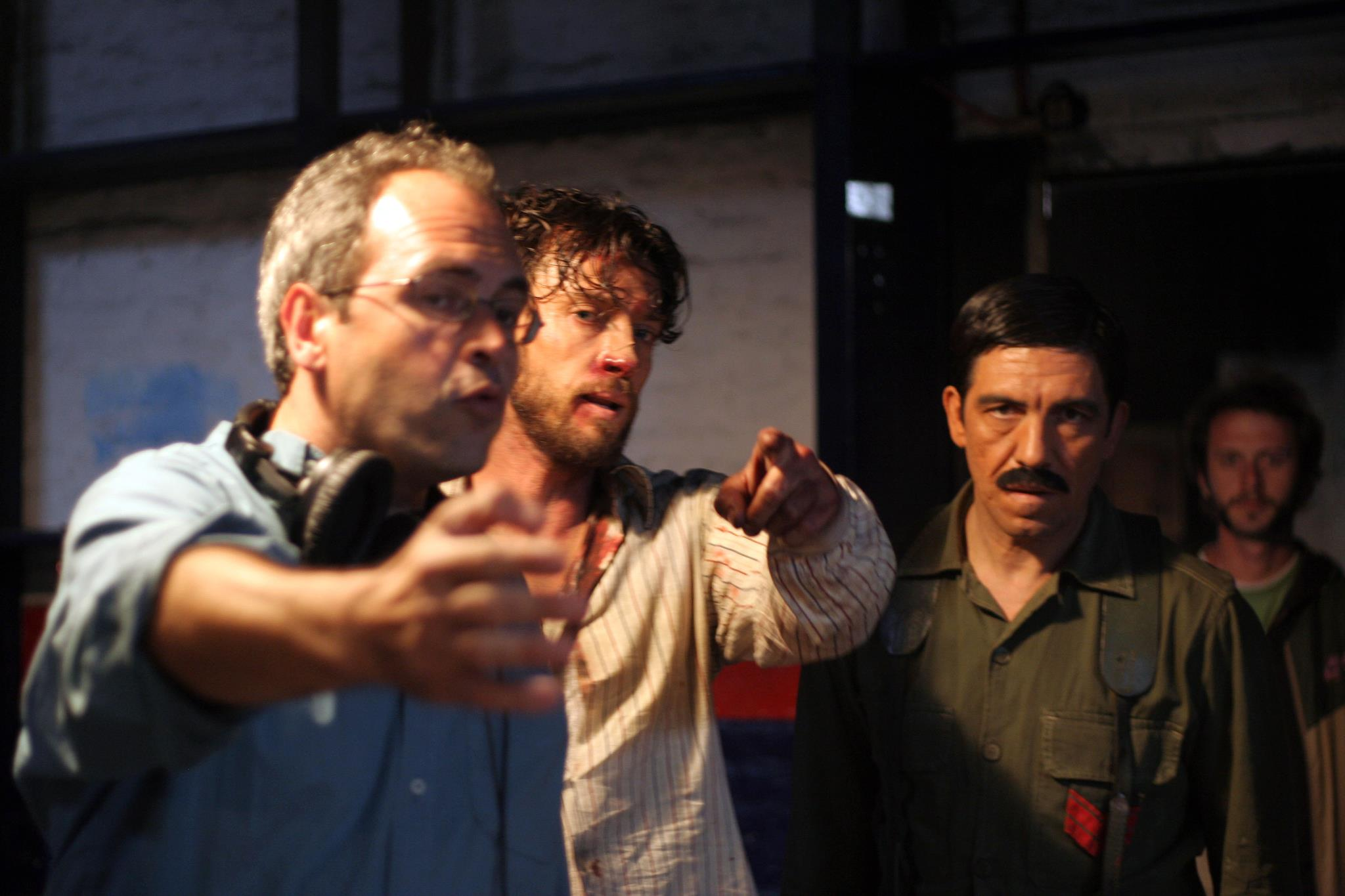
Stefano Incerti ed Alessio Boni sul set

Le immagini del film sono inframmezzate da filmati autentici della manifestazione quali il messaggio di inaugurazione del presidente, le reti della partita Italia-Francia e della finale Argentina-Paesi Bassi, la premiazione e la festa per le strade di Buenos Aires.
Prima dell'inizio del campionato del mondo il giornalista Gianni Minà fu espulso dall'Argentina per avere cercato di raccogliere notizie sui desaparecidos.